# إليزابيث غاردينر
إليزابيث غاردينر (بالإنجليزية: Elizabeth Gardiner)‏ هي موظفة مدنية بريطانية، ولدت في 19 مارس 1966.